# روبرت كيمبي
روبرت كيمبي (بالإنجليزية: Robert Quimby)‏ (المولود في عام 1976) هو عالم فلك أمريكي حاصل على درجة الدكتوراه في علم الفلك من جامعة تكساس، أوستن. كعضو رئيسي في مسح تكساس للمستعرات العظمى، استخدم كيمبي وفريقه المقراب الروبوتي ROTSE-IIIB ذي الثماني عشر بوصة الصغير نسبيًا على مرصد جبل ماكدونالد، مع استخدام برنامج من تصميمه لتعقب النجوم المتفجرة. في عام 2005، اكتشف كيمبي المستعر الأعظم 2005 إيه بي، الذي يعد أكثر الانفجارات المسجلة سطوعًا على الإطلاق حتى الآن. قدر كيمبي الانفجار بأنه يعادل 100 مليار مرة سطوع شمسنا، وعلى مسافة 4.7 مليار سنة ضوئية. بالقياس، فإن هذا المستعر الأعظم قد حدث قبل تكون الأرض بحوالي 160 مليون سنة. ومازال كيمبي يواصل أبحاثه في معهد كاليفورنيا للتقنية في باسادينا، كاليفورنيا.

## روابط خارجية
- روبرت كيمبي على موقع ميوزك برينز (الإنجليزية)
- روبرت كيمبي على موقع أول ميوزيك (الإنجليزية)
- روبرت كيمبي على موقع ديسكوغز (الإنجليزية)